# Lepicí páska

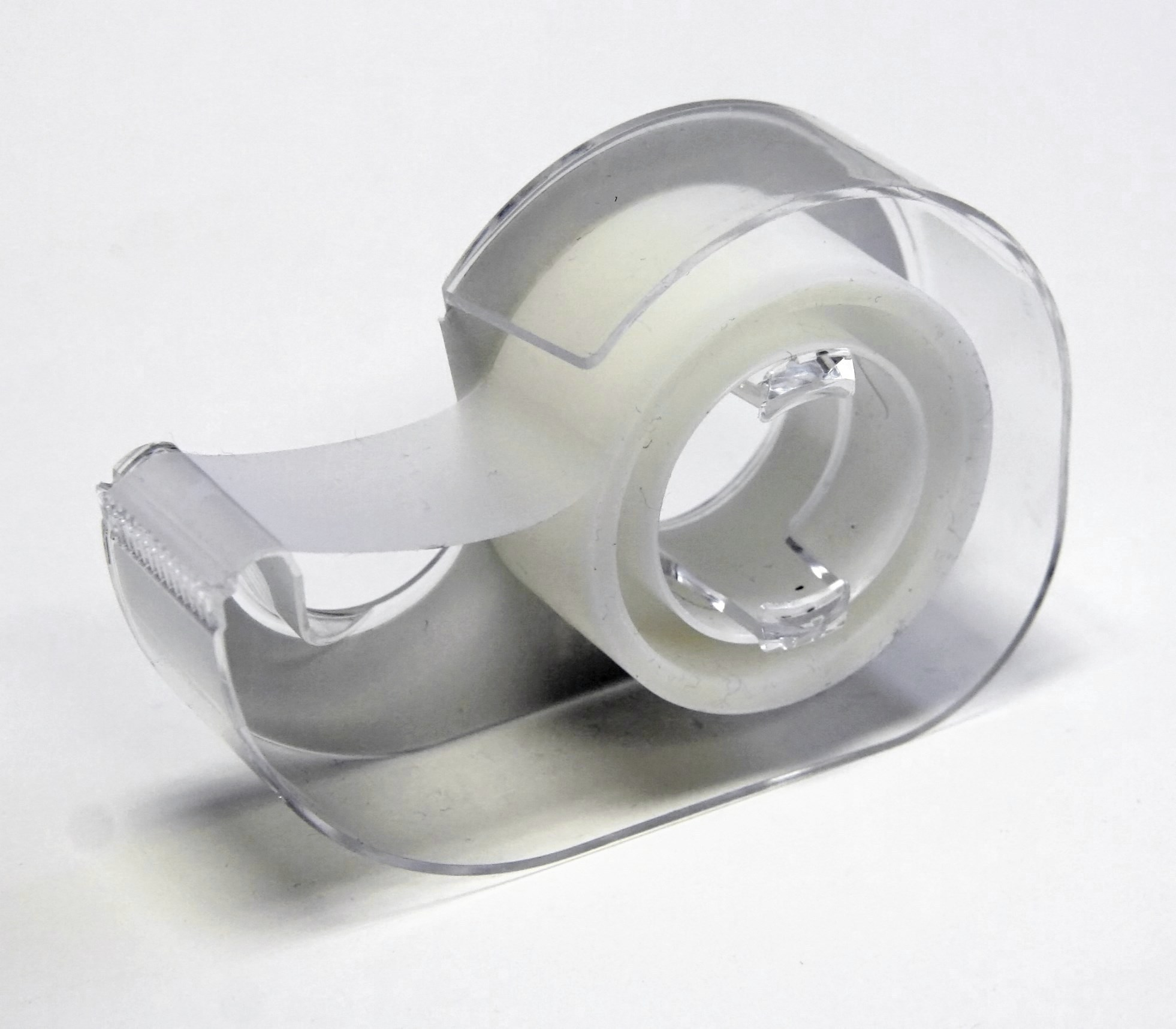
Lepicí páska

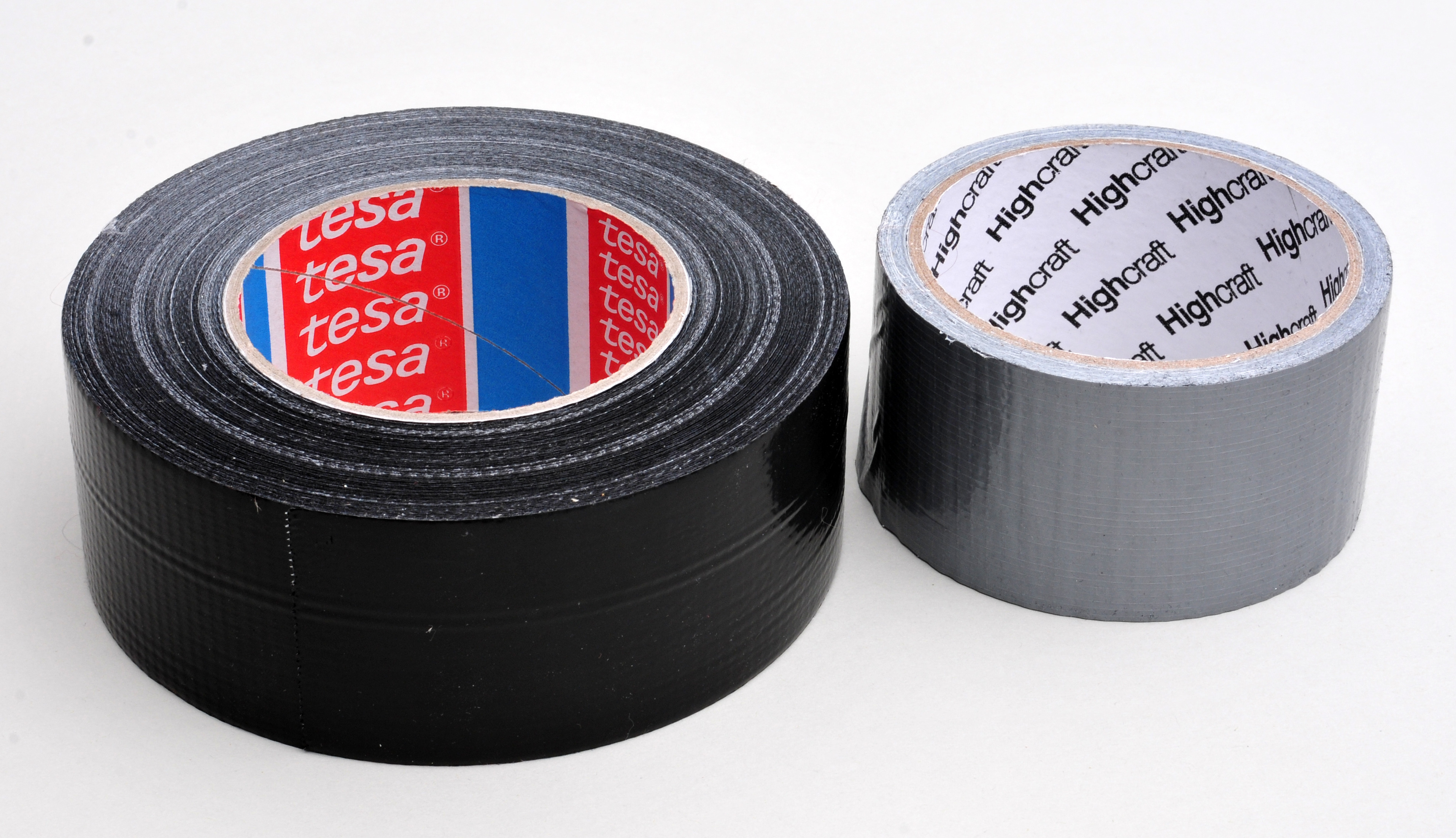
Gaffer

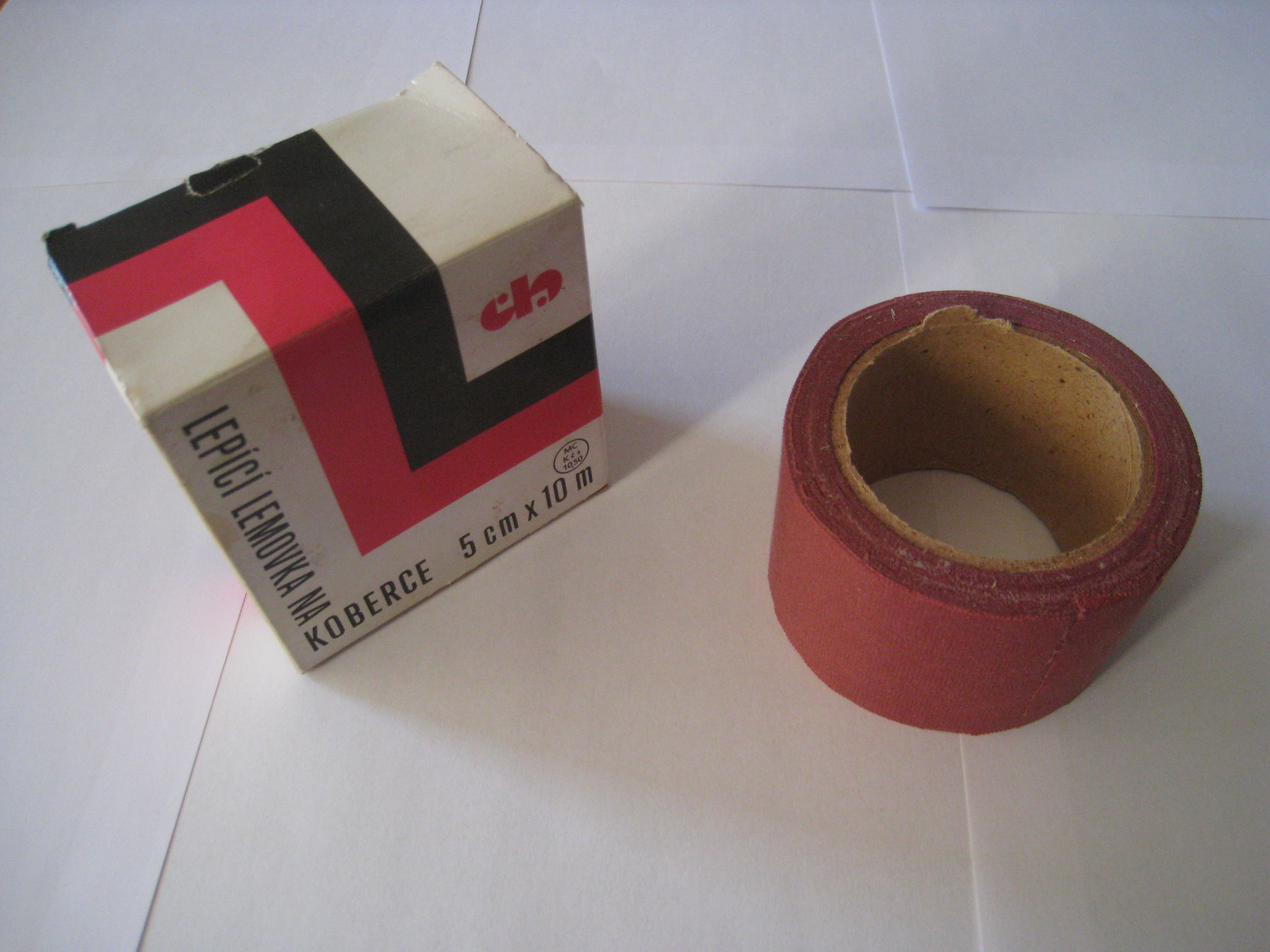
Historická kobercová páska

Lepicí páska je obecně pomůcka, která slouží ke vzájemnému slepování dvou různých předmětů. V dobách, kdy ještě neexistovaly plastové podložky, které jsou známé z dnešní izolepy nebo z některých typů kobercové lepicí pásky, se jednalo o pásky vyrobené z papíru opatřené po jedné straně lepicí vrstvou.
Specializovaná tenká a průhledná papírová páska se užívá pro slepení natrženého nebo roztrženého papíru, speciální podtyp této pásky určený pro slepování bankovek se nazývá bankovní lepicí páska. Široké pásky z tuhého hnědého papíru se dodnes vyrábějí a používají, kromě jiného například při papírovém balení poštovních balíků apod.